# István Szívós (1948–2019)
István Szívós (ur. 24 kwietnia 1948 w Budapeszcie, zm. 10 listopada 2019 tamże) – węgierski piłkarz wodny. Wielokrotny medalista olimpijski.
Na igrzyskach startował cztery razy (1968-1980) i za każdym razem z drużyną waterpolistów sięgał po medale, w tym złoto (1976). Był mistrzem Europy (w 1974 i 1978), a także mistrzem świata (1973). W latach 1966–1980 rozegrał 308 meczów w kadrze. W 1996 został przyjęty do International Swimming Hall of Fame.
Ukończył studia medyczne (dentysta). Reprezentacyjnym waterpolistą z medalami olimpijskimi na koncie był także jego ojciec o tym samym imieniu, a syn Márton Szívós brał udział w turnieju piłki wodnej na igrzyskach olimpijskich w 2012 i 2016.